# أخلاقيات علمانية
الأخلاق العلمانية جانب من الفلسفة يتعامل مع الأخلاق خارج إطار التقاليد الدينية. من الأمثلة الحديثة على الأخلاق العلمانية: المذهب الإنسانية، ومذهب الفكر الحر، ومعظم أشكال العواقبية. ويضاف إلى هذا فلسفات أخرى لها جذور قديمة منها الشكوكية وأخلاق الفضيلة. يقول غريغ إبستاين أيضًا إنه «كثير من الفكر الشرقي الأقصى يدور حول صلاح الإنسان من دون اهتمام كبير أو من دون اهتمام أصلًا بالآلهة أو الأرواح». من أمثلة هذا نص كورال الذي كتبه فالوار، وهو شاعر فيلسوف إلهي هندي قديم، ركزت أعماله على الجانب العلماني غير المذهبي. اقترح فلاسفة آخرون أيضًا أفكارًا متنوعة في تعيين الصواب والخطأ. من أمثلة هذا نظرية الضرورة المطلقة لإيمانويل كانت.
في مسألة علاقة الدين والأخلاق وجهات نظر كثيرة. يعتقد بعض الناس أن الدين ضروري ليعيش الإنسان حياة أخلاقية. يقول بعض الباحثين إن عمر هذه الفكرة نحو 2,000 عام. يقول آخرون إن الفكرة عمرها على الأقل 2,600 عام، وقد مثّلها المزمور 14 في الكتاب العبري. وقال آخرون إن عمر الفكرة 4,000 سنة، واستدلوا بمُثل ماعت الاثنين والأربعين.
يتجنب آخرون فكرة ضرورة الدين ضروري ليهدي إلى الصواب والخطأ. لكن معجم وستمنستر للأخلاق المسيحية يقول إن الدين والأخلاق «يحب أن يعرّفا باستقلال وليس بينهما أي ارتباط من حيث التعريف». يعتقد بعض الناس أن الدين يقدم هديًا سيئًا للسلوك الأخلاقي. وممن أكد وجهة النظر هذه من المعلّقين، ريتشارد دوكنز (وهم الإله) وسام هاريس (نهاية الإيمان) وكرستوفر هتشنز (الله ليس عظيمًا).

## إطارات أخلاقية علمانية

### العواقبية
وصف بيتر سنغر العواقبيين بأنها «يبدؤون بالأهداف، لا بالقواعد الأخلاقية. وهم يقدّرون الأفعال من حيث تحقيقها لهذه الأهداف». يقول سنغر أيضًا إن المدرسة النفعية هي «أشهر المدارس العواقبية وإن لم تكن الوحيدة». العواقبية نوع من النظريات الأخلاقية المعيارية، تعدّ أن عواقب تصرّف الإنسان هي الأساس المطلق لكل حكم أخلاقي حول صوابية هذا التصرف. ومن ثم، فإنه من وجهة نظر عواقبية، الفعل الصائب أخلاقيًّا هو الفعل الذي يجرّ نتيجة صالحة، أو يأتي بعاقبة حسنة. في كتاب سام هاريس الصادر عام 2010، المشهد الأخلاقي، وصفٌ لعلم نفعي للأخلاق.

### الفكر الحر
الفكر الحر موقف أخلاقي يرى أن الآراء يجب أن تشكَّل على أساس العلم والمنطق والعقل، بمعزل عن أثر السلطة والتراث وبقية الدوغمات. يسعى المفكرون الأحرار إلى أن يبنوا آراءهم على أساس الحقائق والبحث العلمي والمبادئ المنطقية، بمعزل عن أي مغالطة منطقية أو أثر للسلطة يحدّ الفكر، وبمعزل عن التحيّز التأكيدي والتحيّز المعرفي والحكمة العرفية والثقافة العامة والأحكام المسبقة والطائفية والتراث والأساطير المدنية وكل الدوغمات الأخرى.

### المذهب الإنساني العلماني
تركز الإنسانية الأخلاقية على الطرائق التي يمكن أن يعيش بها البشر حياة سعيدة وعملية. ويعتقد أصحابها أن البشر قادرون على أن يكونوا أخلاقيّين من دون دين أو إله، ولا تفترض أن البشر أشرار في جوهرم أو أخيار، ولا ترى أن البشر «فوق الطبيعة» أو أرقى منها. لكن يؤكد الموقف الإنساني من الحياة على المسؤولية الفريدة التي تواجه الإنسانية وعلى العواقب الأخلاقية للقرارات الإنسانية. ومن أسس مفهوم الإنسانية العلمانية أن الأيديولوجيات — سواء أكانت دينية أو أخلاقية — يجب أن يختبرها كل فرد ولا يقبلها أو يرفضها لمجرد الإيمان. إلى جانب هذا، من أهم أجزاء المذهب الإنساني العلماني، البحث المستمر عن الحقيقة، من خلال العلم والفلسفة أولًا.

## مواقف من الدين والأخلاق
ناقش مفهومَ الأخلاق العلمانية عدد من أبرز العلماء العلمانيين والكتّاب الملحدين والمعادين للأديان. من هذه الكتب كتاب هل يمكن أن نكون صالحين من دون الله، لبول تشامربرلاين. (1996)، وكتاب الأخلاق من دون إله: إبقاء الدين خارج الأخلاق (1999)، وكتاب روبرت بكمان هل يمكن أن نكون صالحين من دون الله؟ (2002)، وكتاب مايكل شرمر علم الخير والشر (2004)، وكتاب ريتشارد دوكنز وهم الإله (2006)، وكتاب كرستوفر هتشنز الله ليس عظيمًا (2007)، وكتاب غريغ إبستاين صالحون من دون الله: ما الذي يعتقد به مليار إنسان غير متدين (2010)، وكتاب سام هاريس المشهد الأخلاقي: كيف يمكن أن يحدد العلم القيم الإنسانية (2011).

### «الأخلاق لا تتطلب عقائد دينية»
يقول غريغ إبستاين، «إن الفكرة القاضية بأننا لا نستطيع أن نكون صالحين من دون الله لم تزل معنا منذ نحو 2,000 عام». يقترح آخرون أن الفكرة أقدم، فعلى سبيل المثال، المزمور 14 في الكتاب العبري الذي يرجع حسب كلام هرمان غنكل إلى فترة المنفى، أي 580 قبل الميلاد تقريبًا. ورد في المزمور: «قال الجاهل في قلبه: ‹لا إله› فسدوا ورجسوا بأفعالهم. ولا يعملون صالحًا».
أعلن فردريك نيتشة إعلانه الشهير موتَ الله، ولكنه حذّر أيضًا «عندما يترك المرء الإيمان المسيحي، فإنه يسحب الحق بالأخلاق المسيحية من تحت قدميه. وأخلاق المسيحية ليست ظاهرة الصحة في نفسها... المسيحية نظام، نظام كامل للأشياء فُكّر به كاملًا. إذا كُسر مفهوم رئيس واحد منه، الإيمان بالربّ، فهو كسر للكل».
لم تزل الفكرة حاضرة اليوم. «يقول الكثيرون اليوم إن المعتقدات الدينية ضرورية لتهدي الإنسان إلى قواعد التصرّف الفضيل في عالم لولا الدين لكان فاسدًا مادّيًّا متدهورًا». فعلى سبيل المثال، صاغ الكاتب المسيحي وعالم القرون الوسطى سي. إس. لويس حجة في كتابه الشهير مجرد مسيحية أنه إذا لم يوجد معيار خارجي للأخلاق، خارج الطبيعة، فإن مسألة الصواب والخطأ تغرق في مشكلة هل-يجب. لأن تفضيل نظام أخلاقي على نظام آخر يصبح مسألة عشوائية لا يمكن الدفاع عنها، مثل تفضيل طعم على آخر أو اختيار المرء أن يسوق في جانب معين من الطريق. بالطريقة نفسها لاحظ الثيولوجي المسيحي رون رودز أنه «من المستحيل تفريق الشر والخير من دون وجود نقطة إحالة تكون خيّرة مطلفة». يقول بيتر سنغر إنه «تقليديًّا، كان الرابط الأهم بين الدين والأخلاق هو الاعتقاد بأن الدين يعطي سببًا لفعل الخير، وهذا السبب هو أن الفاضلين يجزَون بأبدية من النعيم أما الباقون فيقبعون في الجحيم».
يقول أنصار الإلهية إنه من دون الله أو الآلهة لا يمكن تبرير التصرف الأخلاقي على أسس ميتافيزيقية، ومن ثم لا يمكن صياغة حجة متسقة للالتزام بالمعايير الأخلاقية. صاغ سي. إس. لويس حجة مشابهة في كتابه مجرد مسيحية. وعلّق بيتر روبنسون، الكاتب والمعلق السياسي في مؤسسة هوفر التابعة لجامعة ستانفورد، أنه إذا كان الضمير الأخلاقي الداخلي شيئًا تطور في العقل البشري مثل الدوافع العاطفية، فإنه لا يوجد سبب داخلي لاعتبار ه1ا الضمير أعلى من هذه الدوافع. يقول تومس دكسُن، «لا شك أن الدين يقدم إطارًا يمكن للناس فيه أن يتعلموا الفرق بين الصواب والخطأ».

### «الأخلاق لا تعتمد على الدين»
«يجب أن ينبني التصرف الأخلاقي الإنساني على التعاطف والتربية والروابط الاجتماعية والحاجات، ولا يُحتاج في هذا إلى الأساس الديني. لا شك أن الإنسان يكون في طريق سيئة إذا كان مقيّدًا بخوف العقاب وأمل الثواب بعد الموت».
   — ألبرت أينشتاين، «الدين والعلم»، مجلة نيويورك تايمز، 1930
أكّد معلّقون كثيرون أن الأخلاق لا تتطلب الدين هاديًا لها. ورد في معجم وستمنستر للأخلاق المسيحية أنه، «ليس من الصعب تخيل مجتمع لا دين للناس فيه ولكن لهم أخلاق، ولهم نظام قضائي، لأن الناس لا يمكن أن يتعايشوا من دون قواعد ضد القتل وغيره، وفي الوقت نفسه ليس من المرغوب أن تفرَض كل هذه القواعد الأخلاقية بالقانون. لا شك أنه وُجد ناس لهم أخلاق ولكن ليس لهم معتقدات دينية».